# Hreljac
Hreljac (Hrelec, Hrelecz, Hreliacz, Hreliecz, Hrelijacs), stara je plemićka obitelj. Grbovnu povelju o ponovnoj dodjeli hrvatsko-ugarskog plemstva i grba podijelio je kralj Rudolf Jurju Hreljcu, u Plzenu, 24. prosinca 1599. godine. Plemstvo je proglašeno i potvrđeno u Hrvatskome državnom saboru, 24. svibnja 1602. godine.

## Povijest
Vode porijeklo od roda Petričević, koji je bio grana starog hrvatskog plemena Mogorovića. Najistaknutiji član ove obitelji bio je pl. Hreljac koji je živio potkraj 15. stoljeća, pa se ovo novo prezime i prozvalo po njemu, a on je i osnivač grane toga roda. Praotac današnjih Hreljaca, Hrelja (nobilis vir Cregliac) je od krbavskog kneza Karla kupio posjed Bukovicu u Lici. 
Hreljci su bili posjednici u selu Raduč u Gornjoj Lici. Iz ovoga je roda bio i poznati senjski sudac Jakob de Radučo iz 14. stoljeća, čije se ime spominje u nekoliko pisanih dokumenata.
U popisu vojne posade tvrđave Bihać iz 1540. i 1551. godine spominje se ime Vida Hrelje Petričevića, plemića iz Bihaća. 
Juraj Hreljac više je puta dolazio u Ugarsku i bio primljen na dvoru kraljeva Ferdinanda I. i Maksimilijana II. Službovao je kod Nikole Zrinskoga mlađeg i njegova brata Jurja Zrinskog. Zastupao je i grofa Nikolu Zrinskoga u važnim državničkim poslovima. Vjenčao se s Barbarom, kćeri Gašpara Mrnjavčića i Katarine Kišević, vlasnika dvorca i imanja Brezovica.
O ovoj je obitelji pisao poznati hrvatski povjesničar iz 19. stoljeća Radoslav Lopašić.

## Grb
U grbovnici piše: "da su Hreljci ex honestis et nobilibus regni nostri Croatiae de comitatu Licca".
Grbovnica se sastoji od grba sa štitom plave boje i pet srebrnih ravnih poprečnih greda. 
Ovakav grb rabe svi pripadnici plemena Mogorovića.

## Danas
Hreljci se najčešće mogu pronaći u primorskim krajevima Republike Hrvatske. U prošlom stoljeću relativno najviše hrvatskih stanovnika s ovim prezimenom rođeno je u Gradu Rijeci.
Na prostoru Like, Gacke i Krbave danas nema potomaka ove obitelji.

## Vanjske poveznice
- Hreljac - hrvatski biografski leksikon
- Hreljac - Acta Croatica